# 가즈시스템
OGP 가스 시스템 S.A.(폴란드어: Operator Gazociągów Przesyłowych GAZ-SYSTEM S.A.)는 폴란드의 지정 천연가스 송유관 운영사이다.
이 회사는 2004년 4월 16일 PGNiG – Przesył Sp. z o.o.라는 이름으로 PGNiG(폴란드 석유 및 가스 채굴 회사)의 전액 출자 자회사로 설립되었다. 2005년 4월 28일, 회사의 모든 주식은 폴란드 국고로 이전되었고, 현재 회사명은 2005년 6월 8일에 채택되었다.
가스 시스템은 폴란드 내 모든 가스 송유관, 시비노우이시체 LNG 터미널 및 폴란드와 덴마크 간의 발트해 송유관을 소유하고 운영하며, 또한 EuRoPol Gaz S.A.가 소유한 야말-유럽 파이프라인 및 가스 저장 폴란드 Sp. z o. o.에 속한 지하 가스 저장 시설을 운영한다.